# Pantoporia melanotica
Pantoporia melanotica är en fjärilsart som beskrevs av Rothschild 1915. Pantoporia melanotica ingår i släktet Pantoporia och familjen praktfjärilar. Inga underarter finns listade i Catalogue of Life.